# Noordpool

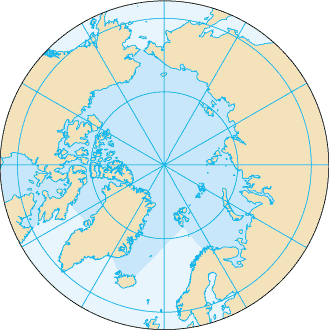
Noordpool

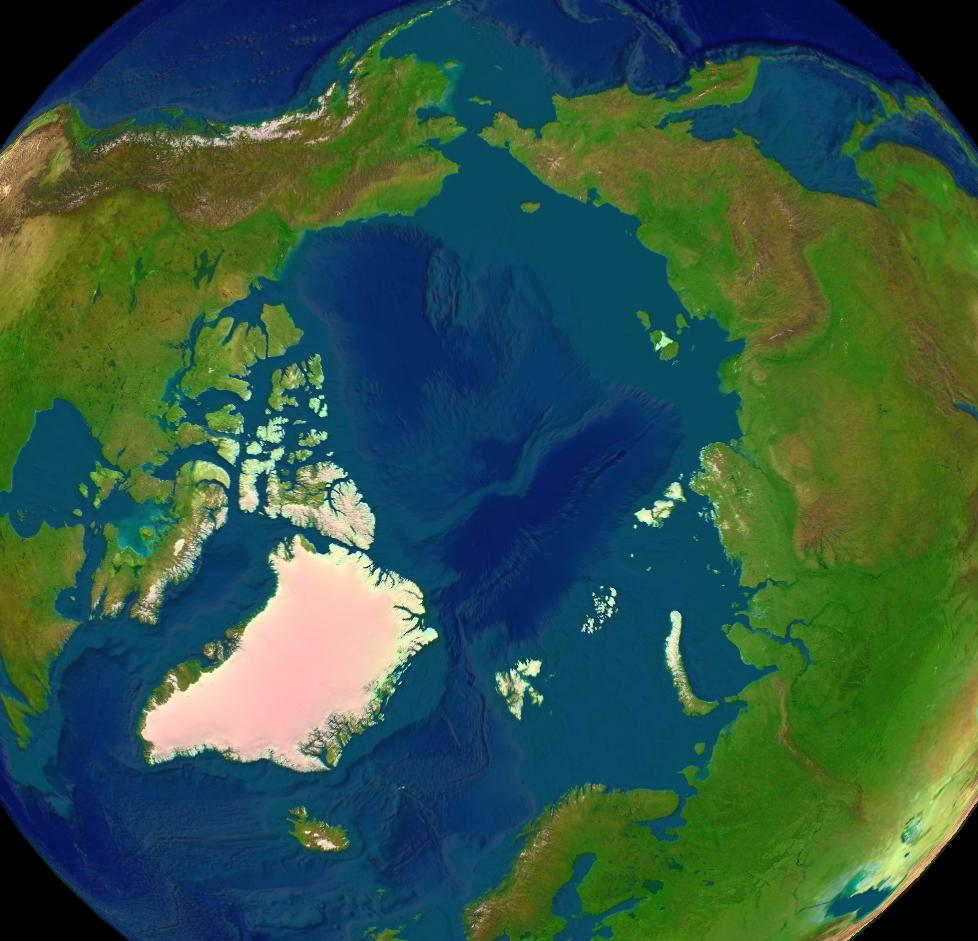
Reliëfkaart van de Noordpool

De geografische noordpool van een planeet is het noordelijke snijpunt van de omwentelingsas met het oppervlak. Voor de Aarde is dit punt gelegen in de Noordelijke IJszee.
Vanuit de geografische noordpool gezien, wijzen alle richtingen naar het zuiden; van noorden, oosten en westen is op dit punt geen sprake.

## Definitie

### Geomagnetische noordpool
De Aarde heeft een magnetisch veld, het aardmagnetisch veld, en er is sprake van de geomagnetische noordpool, wat natuurkundig gezien op de Aarde een magnetische zuidpool is. Zowel de aardas als de as tussen de magnetische noord- en zuidpool veranderen in de loop van de tijd. Het gebeurt zelfs dat de richting van het magnetisch veld van de Aarde omkeert. De laatste keer dat dat is voorgekomen is 780 000 jaar geleden, het gebeurt gemiddeld eens in de 450 000 jaar. In 2010 lag de geomagnetische noordpool op 80° 4' 48" NB, 72° 12' 36" WL, bij het Ellesmere-eiland. De hoek tussen een kompasnaald, die naar de magnetische zuidpool wijst, en de plaatselijke meridiaan wordt declinatie genoemd. In de scheepvaart spreekt men van variatie in plaats van declinatie.

### De Noordelijke Pool van Ontoegankelijkheid
De Noordelijke Pool van Ontoegankelijkheid is gedefinieerd als het punt in het Arctische gebied dat het verste ligt van enige kustlijn. Dit punt ligt op 84°03′N 174°51′W. Soortgelijke polen zijn aanwezig in de Grote Oceaan en de Indische Oceaan.

### Noordpoolgebied

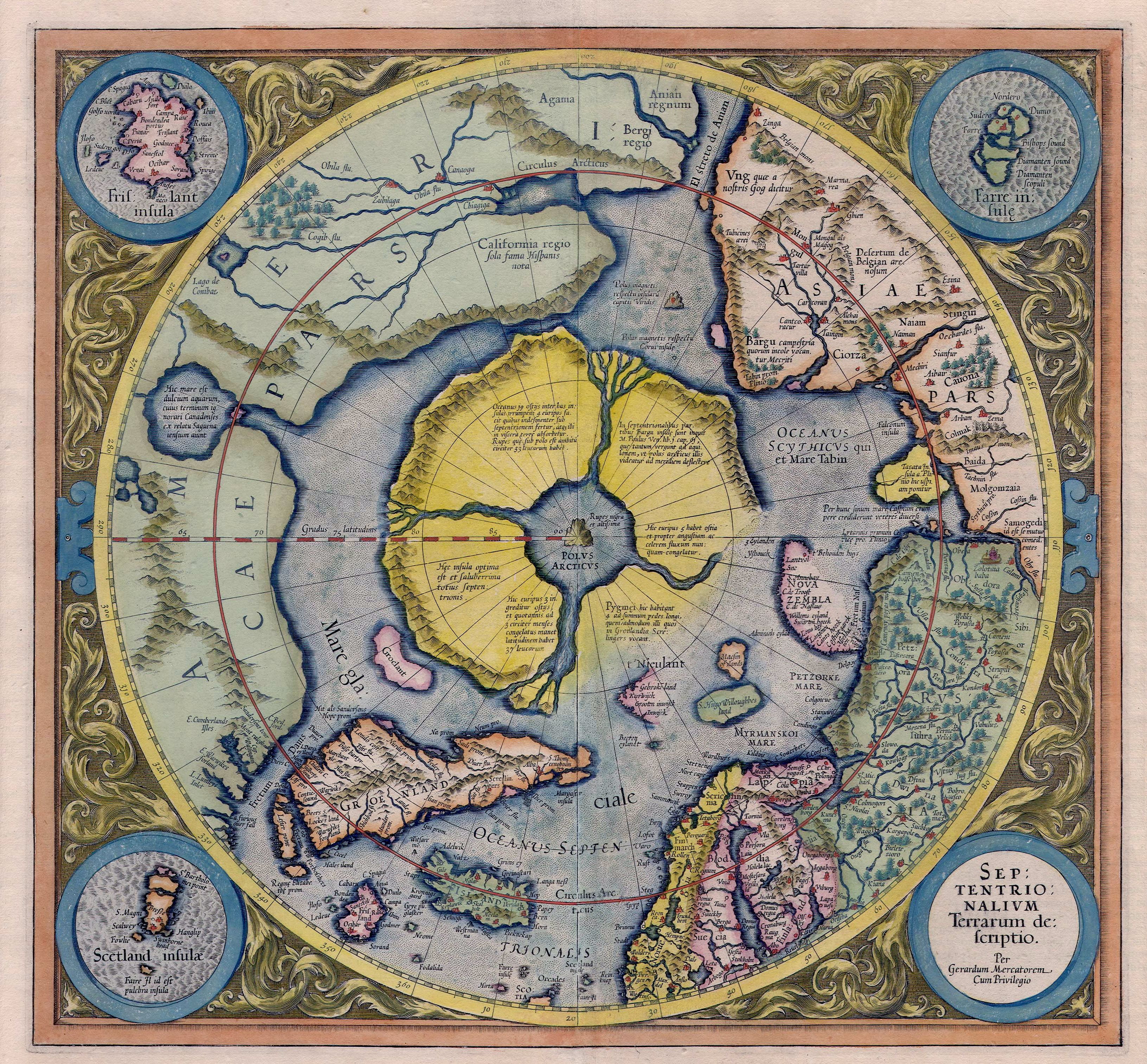
Mercator-kaart van de Noordpool

Met de Noordpool of het noordpoolgebied wordt ook vaak bedoeld het gehele gebied ten noorden van de noordpoolcirkel (66°33'NB), de zogenaamde Arctis.

## Ontdekkingsreizen

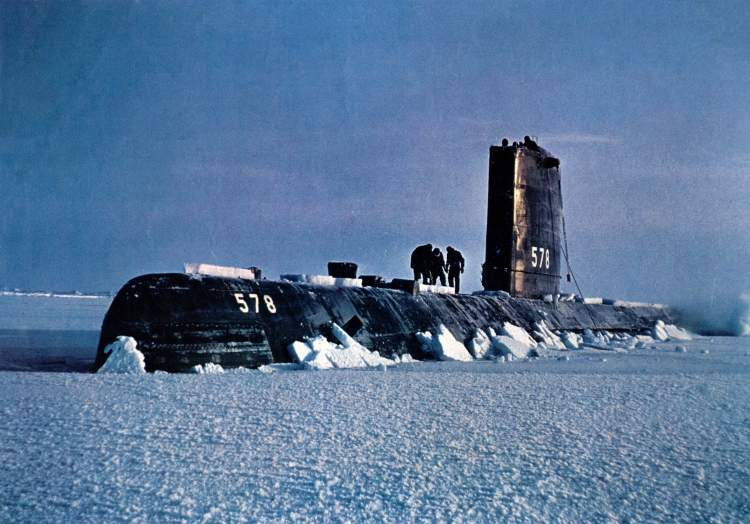
USS Skate op de Noordpool

De eerste personen die de geografische noordpool zouden hebben bereikt op 6 april 1909 zijn Robert Edwin Peary, Matthew Henson en vier Inuit genaamd Ootah, Seegloo, Egingway, en Ooqueah. Deze aanspraak is echter omstreden.
Het eerste luchtschip dat de pool bereikt was de Norge met Roald Amundsen, Lincoln Ellsworth en Umberto Nobile. Zij vertrokken op 11 mei 1926 vanuit Ny-Ålesund op Spitsbergen en bereikten op 12 mei de pool. Twee dagen later landde de Norge bij Teller in Alaska.
In 1958 maakte de Amerikaanse onderzeeboot USS Nautilus (SSN-571) een reis onder het ijs en passeerde hierbij de Noordpool. Later dat jaar brak de USS Skate (SSN-578) door het ijs op de Noordpool.
De Russische ijsbreker Arktika was het eerste oppervlakteschip dat de Noordpool bereikte. Dit gebeurde op 17 augustus 1977 onder leiding van Joeri Koetsjiev.

## Tijd
Op de Noordpool staat de zon boven de horizon in de zomer en onder de horizon in de winter. Het eerste zonlicht van het jaar bereikt de pool rond 20 maart en bij de zonnewende, omstreeks 21 juni, staat de zon zo’n 23 graden boven de horizon. Daarna zakt de zon weer en verdwijnt circa 23 september onder de horizon.
Op de meeste plaatsen van de aarde is de tijd afhankelijk van de lengtecirkel. Rond 12 uur staat de zon op de hoogste positie en dit wordt als basisuitgangspunt voor de tijdzone gebruikt. Op de Noordpool is dit niet mogelijk, gedurende zes maanden van het jaar staat de zon de gehele tijd boven de horizon, en gedurende de andere zes maanden van het jaar de gehele tijd onder de horizon. De hoogte van de zon boven of onder de horizon varieert hier niet, zoals op andere plaatsen op aarde dan noord- en zuidpool, onder invloed van de draaiing van de aarde, maar uitsluitend onder invloed van de precessie van de aardas. Op de Noordpool komen alle lengtecirkels bij elkaar en daar de pool onbewoond is, zijn er geen afspraken gemaakt over de tijdzone waartoe de Noordpool behoort. Expedities zijn vrij hun tijdzone te kiezen; dat kan de Greenwich Mean Time zijn of de tijdzone van het land waar ze vandaan zijn gekomen.

## Klimaat
De gemiddelde jaartemperatuur op de Noordpool ligt veel hoger dan op de Zuidpool. De Noordpool ligt in het midden van de oceaan op drijfijs terwijl de Zuidpool op een landmassa en veel hoger boven het zeeniveau ligt. De gemiddelde maximumtemperatuur ligt op −16 °C terwijl dit voor de Zuidpool op −52 °C ligt.
Hieronder staan de weergegevens van een basis op zo'n 700 kilometer afstand van de Noordpool. Dit is het dichtstbij gelegen punt waarvoor data zijn verzameld.
| Maand                          | jan  | feb  | mrt  | apr  | mei  | jun  | jul  | aug  | sep  | okt  | nov  | dec  | Jaar  |
| ------------------------------ | ---- | ---- | ---- | ---- | ---- | ---- | ---- | ---- | ---- | ---- | ---- | ---- | ----- |
| Hoogste maximum (°C)           | −13  | −14  | −11  | −6   | 3    | 10   | 13   | 12   | 7    | −2   | −8   | −6   | 13    |
| Gemiddeld maximum (°C)         | −29  | −31  | −30  | −22  | −9   | 0    | 2    | 1    | −7   | −18  | −25  | −26  | −16,2 |
| Gemiddelde temperatuur (°C)    | −31  | −32  | −31  | −23  | −11  | −1   | 1    | 0    | −9   | −20  | −27  | −28  | −17,7 |
| Gemiddeld minimum (°C)         | −33  | −35  | −34  | −26  | −12  | −2   | 0    | −1   | −11  | −22  | −30  | −31  | −19,7 |
| Laagste minimum (°C)           | −47  | −50  | −50  | −41  | −24  | −12  | −2   | −12  | −31  | −41  | −41  | −47  | −50   |
| Relatieve luchtvochtigheid (%) | 83,5 | 83,0 | 83,0 | 85,0 | 87,5 | 90,0 | 90,0 | 89,5 | 88,0 | 84,5 | 83,0 | 83,0 | 85,8  |
| Bron: Weatherbase              |      |      |      |      |      |      |      |      |      |      |      |      |       |

Eind november 2016 werd gemeld dat de gemiddelde temperatuur die maand gemiddeld zo'n 20 graden hoger lag dan normaal: minus 5 °C  i.p.v. minus 25 °C.

## Ontwikkeling ijsoppervlakte
De Noordpool, en een groot gebied eromheen, is bedekt met ijs. Dit is echter geen landijs zoals op Antarctica en Groenland, maar zee-ijs. Dit zee-ijs is gemiddeld tussen de 1 en 4 meter dik en bestaat uit bevroren oceaanwater. De dikte van het zee-ijs is afhankelijk van de luchttemperatuur en de temperatuur van het water direct onder het ijs. ’s Zomers neemt het totale oppervlak aan zee-ijs op de Noordpool aanzienlijk af door de sterke stijging van de luchttemperatuur.
De Amerikaanse ruimtevaartorganisatie NASA houdt vanaf 1979 systematisch de ontwikkeling van het noordpoolijs in de gaten. In de winter bevriezen grote delen van de zeeën rond de Noordpool en de grootste ijsmassa wordt bereikt tussen februari en april. In de zomer smelt het ijs weer en de minimale omvang wordt omstreeks september bereikt.
Eind oktober 2003 publiceerde NASA een rapport, dat ook de onderstaande twee illustraties bevat, en concludeerde dat de hoeveelheid noordpoolijs als gevolg van het versterkte broeikaseffect sterk afneemt. Rond het jaar 2100 zal, naar NASA verwacht, het noordpoolijs geheel zijn verdwenen. Al het ijs dat zich jarenlang heeft gevormd zal dan gesmolten zijn, waardoor de Noordpool uitsluitend nog bestaat uit ijs dat zich gedurende de winter heeft gevormd. Dit kan verstrekkende gevolgen hebben voor verdere opwarming van de aarde, omdat het donkere zeewater de warmte van de zon zal absorberen en het zeewater verder zal opwarmen.
In de winter van 2016 werd een nieuw minimumrecord gevestigd. Op 24 maart werd de grootste ijsoppervlakte van die winter gemeten, met 14,52 miljoen km² was dit 1% minder dan het vorige laagterecord. De lage uitkomst was het gevolg van een hoge temperatuur en een ongunstige wind in januari en februari waarmee warm water werd aangevoerd en de ijsvorming werd tegengegaan. Sinds het begin van de metingen in 1979 is het ijsoppervlak trendmatig gedaald en kwam in 2016 zo'n 1,6 miljoen km² lager uit dan in 1979. Als factoren (voor de jaren voor 2016) worden verder genoemd: klimaatverandering, El Niño en het verdwijnen van "oud ijs" op de Noordpool. Jong ijs (gevormd in de afgelopen jaren) is brosser en gevoeliger voor afbreken/smelten. Ten slotte is de temperatuur van het zeewater hier opgelopen; er is minder ijs, dus minder weerkaatsing van zonlicht, waardoor meer zonnewarmte door het zeewater wordt geabsorbeerd. Volgens het Arctic Resilience Report 2016 zijn in dit proces verschillende kantelpunten mogelijk die verdere klimaatverandering in gang kunnen zetten. Dit proces is dus nog onderwerp van verder onderzoek. Een klein ijsoppervlak in de winter betekent overigens niet dat het ijsoppervlak in de volgende zomer ook kleiner zal zijn. Het gaat hier om een waargenomen trend.
Merk op dat daarentegen over het zuidpoolijs wel discussie is, en het niet zeker is dat die ijskap krimpt.

### Het smelten van de ijskappen tussen 1990 en 1999
|  | Noordpool | Noordpool |

Het bovenstaande filmpje (links) en de beide afbeeldingen laten de ontwikkeling van het ijs zien op de Noordpool. De trend is dat het ijsoppervlak in de zomer steeds kleiner wordt. Van jaar op jaar kunnen zich echter grote fluctuaties voordoen. De laatste jaren ligt de gemiddelde temperatuur die over dat jaar wordt bereikt steeds boven het langjarig gemiddelde.

### Invloed van ozonaantastende gassen
Het sterke broeikaseffect van ozonaantastende gassen (vooral halonen en cfk's) was reeds langer bekend, maar de aandacht ging daarbij vooral naar het ozongat boven Antarctica. Onderzoek uit 2020 becijferde nu voor het eerst dat de opwarming van het noordpoolgebied met het smelten van de ijskappen, in de periode 1995-2005 mogelijk voor bijna de helft het gevolg kan zijn geweest van deze ozonaantastende gassen, ondanks het in 1989 van kracht geworden Montrealprotocol.